# Union sportive Valenciennes athlétisme
L'Union sportive Valenciennes athlétisme (USVA) est un club d'athlétisme basé à Valenciennes.
Il dispute toutes les disciplines de l'athlétisme (lancer, course et saut) dans des meetings régionaux. Il joue à domicile au Stade Pierre Carous, situé non loin de la Salle du Hainaut et du Complexe Fort Minique (qui sont également des lieux du sport valenciennois). Chaque année, le club organise le meeting du Souvenir (mois de juin) en hommage à ses anciens membres décédés. La mairie de Valenciennes en fait un événement important de l'athlétisme valenciennois, avec les Foulées de septembre.